# Helena Carvalhão Buescu
Helena Etelvina de Lemos Carvalhão Buescu (Lisboa, 29 de Setembro de 1956) é uma professora catedrática e escritora portuguesa. Galardoada pela Associação Portuguesa de Escritores e pela Universidade de Évora.

## Biografia
É filha do professor Victor Buescu (Coţofenii din Faţă ou Coţofenii din Dos, Dolj, Olténia, Valáquia, Roménia, 9 de Novembro de 1911-5 de Junho de 1971) e de sua mulher a professora Maria Leonor Carvalhão Buescu (Idanha-a-Nova, Monsanto, 24 de Junho de 1932-28 de Dezembro de 1999), que tem uma rua com o seu nome na freguesia de Carnide, em Lisboa, e irmã mais velha da professora Ana Isabel de Lemos Carvalhão Buescu (Lisboa, 25 de Agosto de 1957), casada com D. Bernardo João da Silveira de Vasconcelos e Sousa, 9º marquês de Castelo Melhor, e irmã mais velha de Maria Gabriela de Lemos Carvalhão Buescu e Jorge Sebastião de Lemos Carvalhão Buescu (20 de Junho de 1964).
Foi uma dos principais signatárias do Manifesto em Defesa da Língua Portuguesa Contra o Acordo Ortográfico de 1990, petição on-line que, entre Maio de 2008 (data do início) e Maio de 2009 (data da apreciação pelo Parlamento), recolheu mais de 115 mil assinaturas válidas.

## Prémios
Com o seu livro O Poeta na Cidade: A Literatura Portuguesa na História, ganhou o Grande Prémio de Ensaio Eduardo Prado Coelho, atribuído pela Associação Portuguesa de Escritores. 
Foi galardoada com o Prémio Literário Vergílio Ferreira 2022 pela Universidade de Évora. 

## Obras
Entre as suas obras encontram-se: 
- 1755 - Catástrofe, Memória e Arte
- Corpo e Paisagem Românticos  (co-autora)
- Entre Artes e Culturas (co-autora)
- Literatura e Viagens Pós-Coloniais (co-autora)
- Narrativas da Modernidade (co-autora)
- Representações do Real na Modernidade (co-autora)
- Sublime. Tradução  (co-autora)
- Incidências do Olhar. Percepção e Representação
- Dicionário do Romantismo Literário Português
- Poesia e Arte. A Arte da Poesia – Homenagem a Manuel Gusmão
- João Cristino da Silva e o tema da paisagem na literatura portuguesa de meados do século XIX [8]
- Cristalizações: Fronteiras da Modernidade (2005)